# Какой-то погребённый Цезарь
«Какой-то погребённый Цезарь» (англ. Some Buried Caesar), или «Смерть Цезаря» — детективный роман Рекса Стаута о Ниро Вульфе. Впервые появился в сокращённом виде в журнале The American Magazine (декабрь 1938 года) под названием «Красный бык». В 2000 году роман был включён в список «100 Любимых тайн 20 века от независимой ассоциации продавцов детективных книг».

## Сюжет[2]
По пути на сельскую выставку орхидей в северной части штата Нью-Йорк Ниро Вульф и Арчи Гудвин попадают в небольшую автомобильную аварию. Они идут к ближайшему дому, чтобы позвонить по телефону. Но на поле находится большой бык, его владельцы назвали его Цезарем. Дом и бык принадлежат Томасу Пратту, владельцу большой сети успешных ресторанов быстрого питания, и он купил быка — чемпиона Гернси по имени Хикори Цезарь Гриндон — для того, чтобы запечь его в рамках рекламного трюка.
Томас Пратт живёт с племянниками: Джимми и Каролиной. Вульф и Гудвин находятся в гостях у Пратта. Вскоре к нему приходят соседи:
- Клайд Осгуд и его сестра Ненси — дети Фредерика Осгуда, крупного скотовода. У Пратта и Осгуда отношения напряжённые.
- Монте Макмиллан, первый владелец быка Цезаря, который продал его Пратту после того, как столкнулся с финансовыми трудностями.
- Ховард Бронсон, мошенник, «друг» Клайда Осгуда.

- Также в гостях присутствует Лили Роуэн. Это первый роман Стаута, где она появляется.

Клайд Осгуд заключает пари, что Пратт не сможет убить быка до конца недели, на 10 000 долларов. Вульф и Гудвин остаются ночевать у Пратта. Ночью Арчи должен караулить быка.
В момент дежурства Арчи появляется Лили Роуэн, с которой он ещё почти не знаком. Через несколько минут раздаются крики, и Гудвин видит, как бык катает рогами Клайда Осгуда. Клайд мёртв.
Полиция и Пратт считают, что бык убил Осгуда, ведь «всё ясно». Но Вульф сразу же заявляет, что Клайда убил не бык, приводя в довод следы крови на морде Цезаря. Его подозрения разделяет Фредерик Осгуд, который знает своего сына как опытного скотовода, который не допустил бы дилетантских ошибок, что привели бы к его смерти, если бы в этом был виноват бык.
Осгуд-старший, отец убитого, нанимает Вульфа, и он с Гудвиным начинает расследование.

## История публикаций

### На английском языке:[3][4][2]
- The American Magazine[англ.], декабрь 1938 г., сокращенно «Красный бык».
- Нью-Йорк: Фаррар и Райнхарт, 2 февраля 1939 года.
- 1939, Торонто: издательство Оксфордского университета.
- Лондон: Collins Crime Club, 3 июля 1939.
- Нью-Йорк: Triangle, октябрь 1941 года.
- 1958, Нью-Йорк: The Viking Press.
- 1972, Лондон: Том Стейси.
- 1994, Нью-Йорк: Bantam Crimeline.
- 2010, Нью-Йорк: Bantam Crimeline.

### На русском языке:[5][6]
- 1993, Москва: Республика. Сборник романов «Смерть Цезаря». Перевод А. Санина и Ю. Смирнова.
- 1998, Москва. Перевод Владимир Баканов, Ю. Смирнов, А. Санин, Г. Злобина, А. Злобин.
- 2007, Москва. Перевод А. Санина, Ю. Смирнова. «Где Цезарь кровью истекал».